# Teukros

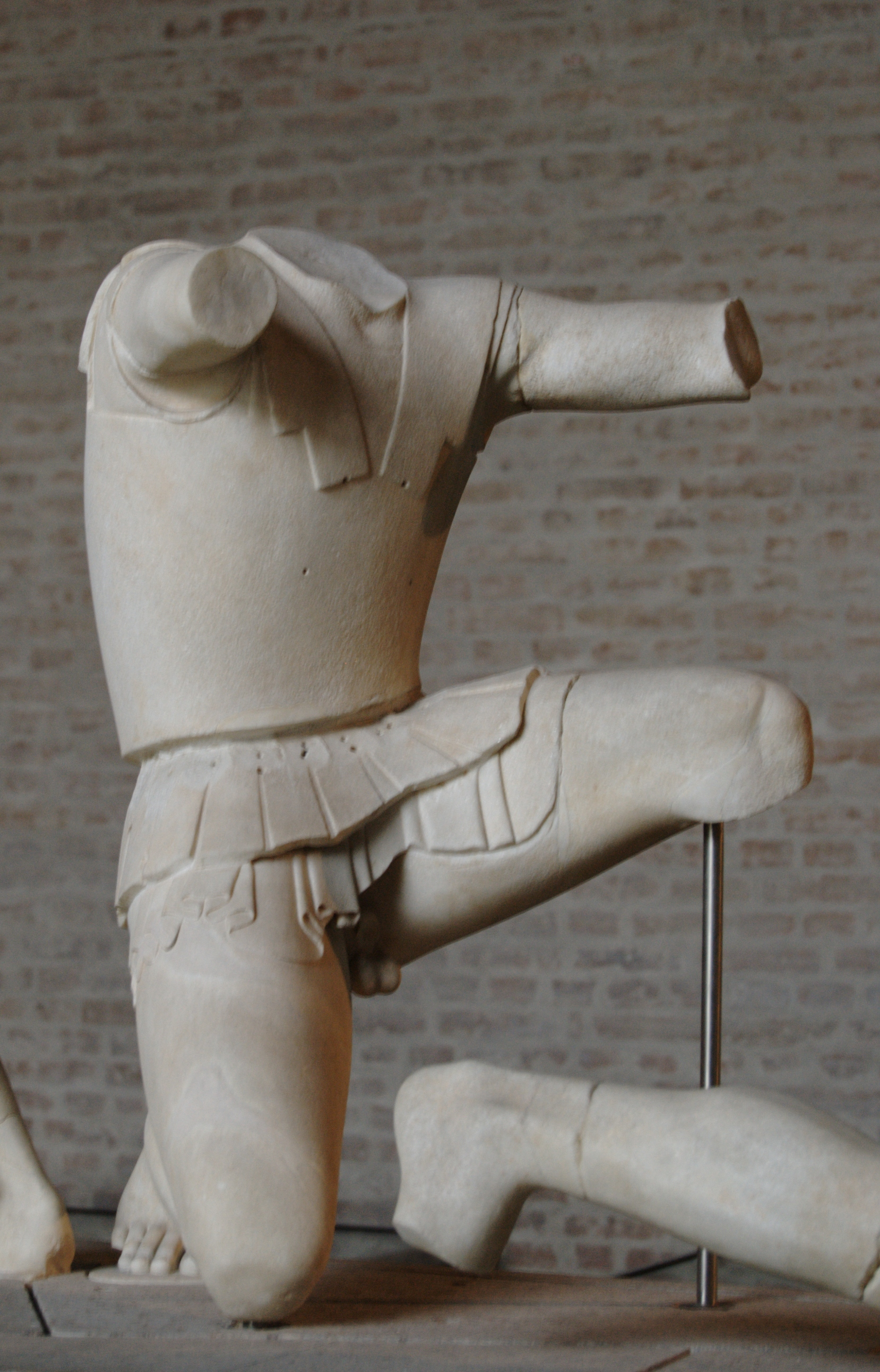
Achaeïsche boogschutter van het westelijke fronton van de tempel van Aphaia op Aegina, traditioneel geïdentificeerd als Teukros (Glyptothek München, inv. nr. 77).

Teukros (Oudgrieks: Τεῦκρος; Teũkros, Latijn: Teucer) was de naam van twee personages in de Griekse mythologie.
Teukros (I) was de zoon van Skamandros en Idaia, de oudste koning in Troas, naar wie de Trojanen Teukriërs werden genoemd. Zijn dochter Bateia huwde met Dardanos.
Teukros (II) was de zoon van Telamon en Hesione. Hij trok met zijn halfbroer Aias tegen Troje op en onderscheidde zich daar vooral als een voortreffelijk boogschutter. Dertig Trojaanse helden vielen door zijn pijlen. Hij zou zelfs Hektor hebben getroffen, indien Zeus zijn boog niet op dat moment onklaar had gemaakt. Toen Aias zich uit ergernis over de geringschatting, waarmee hij door Odysseus, Agamemnon en Menelaos werd behandeld, van het leven had beroofd, keerde Teukros naar Salamis tot zijn vader terug, doch deze wilde hem niet opnemen, daar hij zijn broeder niet had gewroken. Teukros trok toen naar het eiland Cyprus, en stichtte daar een stad, die hij ter herinnering aan zijn geboorteland Salamis noemde.

## Antieke bronnen
- Pseudo-Apollodorus van Athene, Bibliotheke III 10.8.
- Homeros, Ilias VIII 285 ff.
- Pseudo-Hyginus, Fabulae XCVII.
- Pausanias, I 23.8, II 29.4.
- Pindaros, Nemeïsche Oden IV 46.
- Quintus van Smyrna, Val van Troje XII 314 ff.
- Sophocles, Aias.
- Tryphiodoros, Ilíou Halôsis v. 170.